# Михеев, Всеволод Леонидович
Всеволод Леонидович Михеев (род. 13 января 1935, Псковская область, Ленинградская область) — российский учёный (ядерная физика с тяжелыми ионами), лауреат Государственной премии СССР.

## Биография
Родился  13 января 1935 года в Пскове.
Окончил Ленинградский политехнический институт (1958), экспериментальная ядерная физика.
Работал в Лаборатории ядерных реакций ОИЯИ в должностях от старшего лаборанта до старшего научного сотрудника. В настоящее время (2016 г.) ещё работает.
Семья: жена, двое детей.

## Научные труды
Соавтор трёх научных открытий:
- «Спонтанное деление атомных ядер из возбужденного состояния», № 52 (СССР, 1962),
- «Явление образования 103-го элемента Периодической системы Д. И. Менделеева», № 132 (СССР, 1965),
- «Явление глубоконеупругой передачи нуклонов в ядерных реакциях», № 229 (СССР, 1966).

## Награды и звания
- Кандидат физико-математических наук (1967);
- Премия Ленинского комсомола (1967);
- Государственная премия СССР (1975).